# Mihai Mohaci
Mihai Mohaci (n. 2 mai 1957) este un politician român, membru al Parlamentului României, ales deputat în 2016 în județul Brașov din partea Partidului Social Democrat (PSD). În decembrie 2018, a trecut la Partidul Pro România (PPR).
În legislatura 2004-2008, Mihai Mohaci a fost validat ca senator pe data de 30 iunie 2008 și l-a înlocuit pe senatorul Otilian Neagoe pe listele PSD. În legislatura 2004-2008, Mihai Mohaci a fost membru în comisia pentru cultură, artă și mijloace de informare în masă și în comisia pentru administrație publică, organizarea teritoriului și protecția mediului.  
În legislatura 2004-2008, Mihai Mohaci este deputat ales pe listele PSD. În cadrul activității sale parlamentare, Mihai Mohaci este membru în grupurile parlamentare de prietenie cu Republica Malta, Republica Arabă Siriană și Regatul Belgiei. 